# 毛瓣白刺
毛瓣白刺（学名：Nitraria praevisa）为蒺藜科白刺属下的一个种。

## 外部連結
- 維基物種上的相關：毛瓣白刺